# Le Rêve de D'Alembert
Le Rêve de D’Alembert est un ensemble de trois dialogues philosophiques rédigés par Denis Diderot en 1769 :
- Entretien entre D’Alembert et Diderot
- Le Rêve de D’Alembert
- Suite de l’entretien entre D’Alembert et Diderot

## Historique du texte
Ils paraissent dans la Correspondance littéraire en 1782, mais ne sont publiés qu'à titre posthume, en 1830. À l'époque de leur rédaction, ces trois textes circulent dans les cercles philosophiques sans être publiés en raison de la teneur des propos contraire à la censure en vigueur. Julie de Lespinasse et D’Alembert ont par ailleurs mal pris d’être utilisés comme les protagonistes de ces entretiens. Aussi Diderot rédigea-t-il une version spéciale pour Catherine II en remplaçant le nom des personnages.

## Résumé
Le premier dialogue met en présence D'Alembert et Diderot.  Diderot est ici au sommet du développement de ses théories  matérialistes. Il expose sa théorie sur la vie et la nature. Il y indique que la matière n’est pas figée, et qu’au contraire, elle évolue : chaque espèce existante se transforme et donne naissance à une nouvelle espèce.
Le Rêve de D'Alembert présente une discussion entre le docteur Bordeu et Mademoiselle Julie de Lespinasse sur les notions de réalité, d'illusion, de mythe et de rêve. D'Alembert n'apparaît que dans les dernières pages. Diderot entend démontrer que seule l'étude méthodique d'un fait, dans le cadre d'une expérience, permet d'appréhender ce qui est et ce qui n'est pas. Chaque nouvelle expérience peut toutefois remettre en cause les conclusions d'une précédente, car l'homme est faillible et la méthode peut en être entachée. Lorsque D'Alembert vient insinuer que les abstractions existent au-delà de l'opposition entre le rêve et la réalité, Bordeu lui oppose que toute abstraction est fondée sur des signes du langage qui ne sont rien de moins qu'une réalité. Diderot veut ainsi réfuter de façon théâtrale le scepticisme proclamé de son ami qui, dans ses Éléments de philosophie (1759), avait « ironisé sur la tentation des conjectures séduisantes mais vaines ». Il arrive aussi à « démontrer, par fiction interposée, l'impossibilité pratique de la suspension du jugement et la valeur des conjectures. »
Parfaitement informé des recherches de son temps en biologie, Diderot revient sur la question de l'origine de la vie et de la conscience telle qu'elle s'exprime par la sensibilité et la mémoire, conscience qu'il accorde même aux mondes végétal et minéral, toute matière ayant deux propriétés : conscience et mouvement. Estimant que toutes les espèces ont subi des transformations successives au fil du temps, il avance l'hypothèse du transformisme : « Les organes produisent les besoins, et, réciproquement, les besoins produisent les organes. ». Évoquant ce texte dans une lettre à Sophie Volland, il se félicite d'« avoir mis mes idées dans la bouche d’un homme qui rêve : il faut souvent donner à la sagesse l’air de la folie, afin de lui procurer ses entrées. » Diderot avait déjà développé l'idée que le rêve prolonge de façon décousue les pensées à l'état de veille et que les processus à l'œuvre ne sont pas sans lien avec celui de l'inspiration philosophique ou scientifique.
Cet ouvrage étrange et génial, qui ne sera publié qu'en 1830, peut être considéré comme le sommet de son œuvre philosophique.
Prolongeant les conclusions des deux premiers dialogues, la Suite de l'entretien entre D'Alembert et Diderot se place sur le terrain moral.  D'Alembert étant allé dîner dehors, Mademoiselle de Lespinasse offre au docteur Bordeu un verre de malaga, puis un peu de café et la conversation bifurque sur les notions de pureté et de mélange des espèces. Le propos permet à Diderot d'exposer la valeur du métissage, non seulement en botanique, mais pour le règne animal. Et le dialogue d'aborder la question des mœurs et du sexe qui, au strict plan de l'expérience, et sans les futilités de la pusillanimité, des répugnances, des lois et des préjugés, ne permettent aucune restriction. Insensiblement, le propos glisse sur l'homosexualité et le docteur Bordeu de conclure que : « Tout ce qui est ne peut être ni contre nature ni hors de nature ; je n'en excepte pas même la chasteté et la continence volontaires qui seraient les premiers crimes contre nature, si l'on pouvait pécher contre nature ». Ces remarques ont été interprétées comme une confirmation de l'impuissance de D'Alembert ou de son homosexualité.